# SP THE MOTION PICTURE
《SP THE MOTION PICTURE》(한국어: 에스피 더 모션 픽쳐)는 2010년과 2011년에 공개된 오카다 준이치 주연의 일본 영화이다. 텔레비전 드라마 〈SP 경시청 경비부 경호과 제4계〉의 극장판 작품이다.

## 개요
- 2007년부터 후지 TV 토요 드라마 시간대에 방송 된 연속 드라마 〈SP 경시청 경비부 경호과 제4계〉의 극장판. 감독은 드라마 판에서도 연출을 맡은 하타노 타카후미가 담당했다. 영화감독으로는 데뷔작이다.

- 본작은 〈야망 편〉, 〈혁명 편〉의 2부작으로 되었고, 연속 드라마에서 남겨진 수수께끼가 밝혀지는 스토리이다. 〈야망 편〉시리즈는 "Episode V", 〈혁명 편〉은 "Episode VI (THE Final Episode)"가 된다. 촬영은 200년 9월 5일부터 크랭크인하여, 8개월 촬영 끝에 촬영 종료되었다. 4월 19일 제작보고 기자 회견이 도쿄 도내에서 열렸다.

- 〈야망 편〉은 일본의 전국 394개 스크린에서 개봉되어, 2010년 10월 30일, 31일의 첫날 2일간으로 흥행수입 5.2억 엔, 관객수는 40만 6288명을 동원해 영화 관객 동원 랭킹 (흥행 통신사 조사)에서 첫 등장 1위를 차지했다. 피아 첫날 만족도 랭킹 (피어 영화 생활 조사)에서도 5위를 차지했다. 개봉 2주차에서도 누계 관객수 124만 9,232명, 흥행수입 15.3억엔을 돌파, 3주차 누계 관객수는 170만명, 흥행수입 20억엔을 돌파하며 3주 연속 흥행순위 1위를 차지하였다. 최종 흥행수입은 36.3억엔으로, 2010년 흥행수입 일본의 방화 9위를 기록했다. 또한, 2011년 2월 18일, 〈야망 편〉이 제34회 일본 아카데미상 화제상(작품 부문)을 수상했다.

- 2011년 3월 4일 〈금요 프리 스테이지〉에서, 2008년 4월 5일에 방송 된 텔레비전 드라마 판의 총집편 "Episode IVex. 스페셜 앵콜 특별편"와 "혁명 편"의 메이킹 영상을 합친 재방송이 방송되었다. 또한, 2011년 3월 5일, 〈토요 프리미엄〉에서 "Episode V 야망 편"의 다이제스트(촬영 모습 등)를 더한 스페셜 드라마 "Pre Episode VI SP 혁명 전날"를 방송되었다.

- 〈혁명 편〉은 동일본 대지진의 영향으로 동일본을 중심으로 휴관이나 상영 시간의 단축을 강요한 가운데 2011년 3월 12일, 13일 첫날 2일간으로 흥행수입은 3억엔으로(추정), 관객 동원 랭킹 (흥행 통신사 조사)에서 첫 등장 1위를 차지했다. 또한 첫날 무대 인사에도 영향을 받아 연기가 되었다. 하지만 지진의 영향에도 개봉 3주차 16일에는 누계 관객수 119만 6,013명, 누계 흥행수입 15.9억엔을 돌파하여 3주 연속 1위를 차지했다. 2012년 1월 발표한 총 흥행수입은 33.3억엔. 〈야망 편〉, 〈혁명 편〉의 2작품으로 총 70억엔을 달성한 대히트를 기록했다.

캐치프레이즈는 〈"액션을 일으키다", "충돌하는 두 운명"("야망 편")〉, 〈"마지막 임무 -이 나라를 경호하라." "운명의 최종장."("혁명 편").〉

## 출연진

### 경시청 경비부 경호과 제4계 기동 경호반
- 이노우에 가오루 (경호과 제4계 기동 경호반 대원·경사) - 오카다 준이치 / 20년 전 : 나카시마 카이토
- 오가타 소이치로 (경호과 제4계 기동 경호반 대원·계장) - 츠츠미 신이치 / 20년 전 : 나카이 사와료
- 사사모토 에리 (경호과 제4계 기동 경호반 대원·경사) - 마키 요코
- 야마모토 타카후미 (경호과 제4계 기동 경호반 대원·경사) - 마츠오 사토루
- 이시다 미츠오 (경호과 제4계 기동 경호반 대원·경위) - 카미오 유우

### 경호과·상층부
- 나카오 요시하루  (경호과·과장) - 에가미 싱고
- 사자나미 (경호과·관리관) - 츠무라 노리요시
- 카지야마 미츠히코 (경호과·이사관) - 다테 사토루
- 니시지마 유지 (경호과·전 이사관) - 이이다 키스케
- 이세사키 타케노리 (경비부 부장) - 오이데 순

### 공안
- 다나카 이치로 (공안부 공안 제1과·경사) - 노마구치 토오루
- 무로후시 시게루 (공안부 공안 제1과·계장) - 하루타 준이치
- 키누야마 (공안부 공안 제1과·경위) - 무라오카 노조미
- 오다 (공안부 공안 제1과·경사) - 야마다 키누오
- 미츠이 (공안부 공안 제1과·경사) - 마츠모토 타케히로

### 4계 신인 팀 (신 4계)
- 키우치 쿄에이 (경호과 제4계 기동 경호반 대원·경사) - 후루야마 켄타로
- 아오이케 유카리 (경호과 제4계 기동 경호반 대원·경사) - 이리야마 노리코
- 카와지리 신이치 (경호과 제4계 기동 경호반 대원·경사) - 미모토 마사노리
- 사와무라 야스지 (경호과 제4계 기동 경호반 대원·경사) - 유타카시
- 카타오카 마사카즈 (경호과 제4계 기동 경호반 대원·경사) - 미츠야마 후미아키

### 1계 (총리 담당 SP)
- 키리시마 (경호과 제1계·경위) - 니카이도 사토시
- 다테야마 (경호과 제1계) - 고무라 유지로
- 후루세 (경호과 제1계) - 츠노다 아키히코
- 모치다 (경호과 제1계) - 고토 켄
- 와타누키 (경호과 제1계) - 하지 마사타카
- 타바타 (경호과 제1계) - 아베 켄이치

### 경찰 관계자
- 하라카와 사치코 (경호과 서무 담당) - 히라타 아츠코
- 모리 준코 (관동 경찰 병원·의사) - 미네무라 리에

### 정치권
- 다테 구니오 (여당 간사장) - 카가와 테루유키 / 20년 전 : 와타나베 아스카
- 요코미조 마사하루 (다테의 비서) - 호리베 게이스케
- 타카시마 키요 (총리·비서관) - 오우미야 타로
- 타키 에이지 (국방 장관·비서관) - 히라 타케히로
- 안자이 마코토 (외무성 국제 테러 대책 협력실·주임) - 나미오카 카즈키
- 타나베 신이치 (내각 관방 장관) - 호타루 유키지로
- 쿠스모토 켄이치 (마사카즈 당 사이타마 현련) - 덴덴
- 요시하라 츠요시 (국토 교통 대신) - 오오바야시 타케시
- 아사다 유조 (총리) - 야마모토 케이

### 테러리스트
〈야망 편〉 에 등장
- 마루야마 토모미
- 나카이 유우키
- TETSU
- 엔도 카나메

〈혁명 편〉 에 등장
- 아타가키 유스케
- 야마다 이쿠마
- 바바바방
- 오오쿠치 켄고
- 키타시마 코헤이
- 타니다 아유무
- 이카타 마사루
- 혼고 소지로
- 미야히라 야스하루
- 타카하시 츠토무

- LIVERPOOL cleaning
  - 타다 쥰노스케
  - 조성하
  - 쿠사카베 소우
  - 나카가와 토모아키

### 그외 인물
- 카오루의 어머니 - 나카고메 사치코
- 카오루의 아버지 - 세이지 노우치카
- 오가타의 어머니 - 쿠노 마키코
- 오가타의 아버지 - 요시미츠 료타
- 테디 베어의 여자 아이 (유키에) - 코바야시 세이란
- 유키에의 어머니 (카즈미) - 코야나기 코즈에
- 지하철 운전사 - 스가와라 다이키치
- 트럭 운전사 - 다이아몬드 쿈
- 아나운서 - 타카기 히로코
- 야마모토 타카후미의 여자친구 - 안도 타마에
- 교도관 - 에모토 타스쿠

## 스탭
- 원안·각본 - 가네시로 카즈키
- 감독 - 하타노 타카후미
- 음악 - 칸노 유고
- 제작 - 카메야마 치히로, 후지시마 쥬리 케이코
- 이그제큐티브 프로듀서 - 이시하라 타카시, 와다 이쿠, 시마타니 요시나리, 카다 타카아키
- 프로듀서 - 세키구치 다이스케, 이나바 나오토, 나카지마 쿠미코, 코토 신야
- 촬영 - 소마 다이스케
- 조명 - 와다 유우지
- 녹음 - 아베 시게루
- 미술 프로듀서 - 미야자키 카오루
- 미술 디자인 - 아베키 요지, 다케나카 켄
- 편집 - 호가키 준노스케
- 사운드 디자인 - 톰 마이어
- 액션 감독 - 오우치 타카히토
- 제작 - "SP" 프로젝트 팀 (후지 TV, 제이스톰, 도호, ROBOT, FNS27 사)
- 제작 프로덕션 - FILM
- 배급 - 도호

### 주제가
- V6 - 〈way of life〉 (에이벡스)